# Westfield, Somerset
Westfield är en by och en civil parish i Bath and North East Somerset i Somerset i England. Orten har 5 854 invånare (2011).